# Linton (Australia)
Linton – miasto w Australii, w stanie Wiktoria.